# پیتر کلارک (تنیس‌باز)
 پیتر کلارک (انگلیسی: Peter Clarke؛ زاده ۸ ژوئیهٔ ۱۹۷۹) یک تنیس‌باز اهل ایرلند است. 